# Bridge of Weir
Bridge of Weir je městečko v kraji Renfrewshire ve Skotsku, spadající pod správu města Glasgow. V původní části městečka v údolí řeky Gryffe jsou obchody a restaurace, zatímco na vrchu nad údolím vznikla nová vilová čtvrť. Bridge of Weir je poměrně populární turistické místo, pro svou rozsáhlou síť stezek pro cyklisty i pěší. V místě žije 4770 obyvatel.
V roce 1884 zde byla postavena železniční trať, vedoucí z Paisley do města Greenock.